# Chela caeruleostigmata
Chela caeruleostigmata је зракоперка из реда Cypriniformes.

## Угроженост
Ова врста је крајње угрожена и у великој опасности од изумирања.

## Распрострањење
Врста је присутна у Тајланду и Камбоџи.

## Станиште
Станиште врсте су слатководна подручја.